# Nova (Schiff)
Die Nova war ein liberianischer Öltanker, der nach einer Kollision am 6. Dezember 1985 im Persischen Golf eine große Menge Öl verlor.

## Geschichte

### Das Schiff
Der 1975 für die Pariser Reederei Societé Francaise des Transports Maritimes (SFTM) gebaute Very Large Crude Carrier (VLCC) mit Dampfturbinenantrieb entstand bei der französischen Werft Chantiers Navals de La Ciotat in La Ciotat. Als Aquitaine gebaut, trug das Schiff im Laufe seiner Karriere folgende Namen: Aquitaine, Nova, Ova, Va, Rova und Arica. Nachdem die Arica zuletzt für die norwegische Reederei Sörensen & Sönner (Arendal) fuhr, wurde sie ab Juli 1998 in Gadani verschrottet.

### Die Havarie
Der seinerzeit zehn Jahre alte Einhüllentanker Nova war ebenso wie der spätere Kollisionsgegner Magnum als Shuttle-Tanker von Kharg eingesetzt. Beide Tankschiffe kollidierten in der Nacht vom 5. auf den 6. Dezember 1985 etwa 140 km vor Kharg miteinander, vermutlich weil beide Schiffe aufgrund der Situation im Tankerkrieg des ersten Golfkriegs ohne Beleuchtung fuhren und einem vorgeblichen Raketenangriff ausweichen wollten. Keines der Besatzungsmitglieder kam ums Leben, die Menge ausgelaufenen Öls wurde mit etwa 73.000 Tonnen veranschlagt, da höchstens einer der beiden Tanker beladen gewesen sein kann.

### Folgen
In einem später in Norwegen geführten Arbitrageverfahren wurde die Kollision als normale Schifffahrtsgefahr und nicht als Kriegsgefahr eingeordnet und mit den während des Ersten Weltkriegs durchgeführten Konvois argumentiert.
Beide Schiffe wurden später Opfer des Tankerkriegs. Die Magnum wurde im Sommer 1986 in Khark durch eine Exocet-Rakete zerstört, wobei zwei Mann Besatzung starben und das Schiff zum Totalverlust wurde. Die Nova wurde in Rova umgetauft und am 10. Oktober 1987 ebenfalls mit einer Exocet-Rakete beschossen, wobei sechs Seeleute den Tod fanden.